# كلود ماكغراث
كلود ماكغراث (بالإنجليزية: Claude McGrath)‏ هو مدرب كرة سلة أمريكي، ولد في 29 مارس 1904 في سبوكين في الولايات المتحدة، وتوفي في 24 فبراير 1989.